# Resurrection (album Anastacii)
Resurrection – szósty solowy album studyjny amerykańskiej wokalistki Anastacii, wydany 2 maja 2014 roku nakładem wytwórni płytowych Starwatch Entertainment, Logan Media Entertainment oraz BMG. Album wydano także w rozszerzonej wersji deluxe.
Pierwszym singlem promującym wydawnictwo został utwór „Stupid Little Things”.

## Lista utworów
Opracowano na podstawie materiału źródłowego.
1. „Staring at the Sun” – 3:43
2. „Lifeline” – 4:02
3. „Stupid Little Things” – 3:55
4. „I Don’t Want to Be the One” – 3:59
5. „Evolution” – 3:23
6. „Pendulum” – 3:30
7. „Stay” – 3:26
8. „Dark White Girl” – 3:23
9. „Apology” – 3:32
10. „Broken Wings” – 3:37
11. „Other Side of Crazy” (w wersji rozszerzonej albumu) – 3:49
12. „Oncoming Train” (w wersji rozszerzonej albumu) – 3:08
13. „Resurrection” (w wersji rozszerzonej albumu) – 3:51
14. „Left Outside Alone, Part 2” (w wersji rozszerzonej albumu) – 3:53
15. „Underdog” (w wersji rozszerzonej albumu; iTunes bonus track) – 2:57